# غدة عرقية مفرزة
الغدد المفرزة (/ˈɛkrən/،/ˈɛˌkraɪn/، أو /ˈɛˌkrin/; from ekkrinein "secrete"; تعرف أحياناً باسم الغدد الفارزة هي غدد عرقية في جسم الإنسان، وتوجد تقريباً في الجلد كله، لكن تواجدها أكثر كثافة في الراحتين والأخمصين. تنتج هذه الغدد مادة عديمة الرائحة تتكون أساساً من الماء وكلوريد الصوديوم. يعاد امتصاص الملح في القنوات للحد من فقده في الجسم. تنشط هذه الغدد في التنظيم الحراري حيث توفر التبريد من خلال تبخّر الماء من العرق المفرز من الغدد على سطح الجسم والتعرق الناجم عن الحالات العاطفية كالقلق والخوف والتوتر والألم. أما الرواسب البيضاء فسببها التبخّر، ما يزيد من تركيز الملح.
أما الرائحة الناتجة عن العرق فسببها هوَ النشاط البكتيري في إفرازات الغدد العرقية المفترزة، وهي نوع مختلف تماماً من الغدد العرقية الموجودة في جلد الإنسان.
تتكون الغدد المفرزة من قنوات حلزونية داخل البشرة وقنوات مستقيمة وملتفة وأنابيب صغيرة إفرازية في الأدمة أو نسيج تحت الجلد. والغدد المفرزة هي أعصاب من الجهاز العصبي الودي.

## الإفراز
بالتحليل الكهربائي، تبين أن المكونات الأساسية للإفرازات هي بيكربونات وبوتاسيوم وكلوريد الصوديوم (ملح). ثمة عناصر أخرى قد يتم إفرازها كالجلوكوز والبيروفات واللاكتيت والسايتوكينات والغلوبولينات المناعية والببتيدات المضادة للميكروبات، وغيرها. الديرمسيدين هوَ ببتيد مضاد للميكروبات تنتجه الغدد العرقية المفرزة

## وصلات خارجية
- الأكاديمية الأمريكية للأمراض الجلدية – الخلايا المفرزة والمفترزة